# تپه شمال مرادآباد
تپه شمال مراد آباد مربوط به دوران پیش از تاریخ ایران باستان تا دوران‌های تاریخی پس از اسلام است و در شهرستان جوانرود، بخش روانسر، روستای مراد آباد واقع شده و این اثر در تاریخ ۲۳ شهریور ۱۳۸۲ با شمارهٔ ثبت ۱۰۱۵۶ به‌عنوان یکی از آثار ملی ایران به ثبت رسیده است.